# Aeroportul Aua Island
Aeroportul Aua Island (IATA: AUI, ICAO: AYND) este un aeroport din Papua Noua Guinee.
aeroportul dispune de o singură pistă.